# Висота (теорія кілець)
Висота ідеалу — мінімум висот простих ідеалів, що містять даний ідеал. Висота {\displaystyle \operatorname {ht} ({\mathfrak {p}})} простого ідеалу {\displaystyle {\mathfrak {p}}} в кільці R — найбільше число h (або {\displaystyle \infty }, якщо такого числа немає) таке, що існує ланцюг різних простих ідеалів 
{\displaystyle {\mathfrak {p}}_{0}\subsetneq {\mathfrak {p}}_{1}\subsetneq {\mathfrak {p}}_{2}\cdots \subsetneq {\mathfrak {p}}_{h}={\mathfrak {p}}}
Ковисота {\displaystyle \operatorname {coht} ({\mathfrak {p}})} простого ідеалу {\displaystyle {\mathfrak {p}}} визначається як найбільше h, для якого існує ланцюг простих ідеалів 
{\displaystyle {\mathfrak {p}}={\mathfrak {p}}_{0}\subsetneq {\mathfrak {p}}_{1}\subsetneq {\mathfrak {p}}_{2}\cdots \subsetneq {\mathfrak {p}}_{h}\neq R}
Висота простого ідеалу рівна корозмірності многовиду, що визначається ідеалом, а ковисота — розмірності цього многовиду. Висота і ковисота простого ідеалу пов'язані нерівністю 
{\displaystyle \operatorname {ht} ({\mathfrak {p}})+\operatorname {coht} ({\mathfrak {p}})\leq \operatorname {dim} R}
де {\displaystyle \operatorname {dim} R} позначає розмірність Круля. Рівність досягається, наприклад, у разі, коли R — локальне кільце Коена — Маколея . 
Прості ідеали висоти 0 — це мінімальні прості ідеали. Існування в нетеровій області цілісності простих ідеалів висоти 1 встановлює теорема про головний ідеал: висота ненульового головного ідеалу рівна 1. Загальніший результат — теорема Круля, пов'язує висоту з числом твірних ідеала: у нетеровому кільці висота ідеала, породженого n елементами, не перевищує n, і навпаки: простий ідеал висоти n є мінімальним серед простих ідеалів, що містять деякі n елементів. Зокрема, в нетеровому кільці будь-який ідеал має скінченну висоту; відносно ковисоти це вже не так. 